# 峨眉银叶杜鹃
峨眉银叶杜鹃（学名：Rhododendron argyrophyllum sp. omeiense）为杜鹃花科杜鹃花属下的一个亚种。